# شمشیر ندامت
شمشیر ندامت (انگلیسی: Sword of Penitence) (به ژاپنی: Zange no yaiba: 懺悔の刃) یک فیلم صامت و سیاه‌وسفید به کارگردانی یاسوجیرو اوزو است که در سال ۱۹۲۷ منتشر شد. این فیلم، نخستین فیلم اوزو در مقامِ کارگردان و نخستین همکاریِ او با فیلم‌نامه‌نویس ژاپنی کوگو نودا است. این فیلم، یک فیلم گمشده است و از آن هیچ نسخه‌ای باقی نمانده‌است.